# William Seaman Bainbridge
William Seaman Bainbridge (* 17. Februar 1870 in Providence; † 22. September 1947 in Danbury/Connecticut) war ein US-amerikanischer Chirurg und Gynäkologe sowie Militärarzt der U.S. Navy. Er war Mitbegründer des International Committee of Military Medicine (ICMM).

## Biografie
William Seaman Bainbridge, Sohn des Geistlichen William Folwell Bainbridge und der Missionarin Elizabeth (Seaman) Bainbridge, besuchte zunächst die universitäre Grammar School der Brown University in seiner Heimatstadt und nach dem Umzug seiner Eltern nach Brooklyn eine Privatschule. Einen Teil seiner Kindheit verbrachte er mit seinen Eltern in Japan.
Als Heranwachsender trat er in die Kadettenkompanie des 13. Regiments der Nationalgarde ein, wurde zum Corporal befördert und besuchte die Mohegan Lake Military Academy in Peekskill, New York.
In seinem Wunsch, Chirurg zu werden, wurde er auch durch Eliza Maria Mosher beeinflusst, die sein Interesse an der Biologie förderte und ihn mit Jay Webber Seaver bekannt machte, der zu den Pionieren der Anthropometrie zählte. Er besuchte das Shurtleff College, studierte an der Washington- und Jefferson Medical College bis zum Grad Master of Science. Ein weiterführendes Studium am College of Physicians and Surgeons of New York der Columbia University schloss er 1896 als Doktor der Medizin. Freiwillig nahm er als Angehöriger des VII. Armeekorps am Spanisch-Amerikanischen Krieg teil und war am NewYork-Presbyterian Hospital sowie auch am zugehörigen Sloane Hospital for Women tätig. Im Juni 1907 erhielt er den Doktortitel der Western University of Pennsylvania und war im September des gleichen Jahres Ehrenpräsident beim Krebs-Kongress in Heidelberg. An der  New York Post-Graduate Medical School and Hospital lehrte er das Fach Gynäkologie und an der New York Polyclinic Medical School and Hospital die Fächer Gynäkologie und Chirurgie. Zudem war er beratender Chirurg und beratender Gynäkologe mehrerer nationaler und internationaler Kliniken.
In seiner Laufbahn als Militärmediziner traf er 1920 mit dem belgischen Oberstarzt Jules Voncken bei der 28. Arbeitstagung des Verbands US-amerikanischer Militärärzte AMSUS den Entschluss zur Gründung eines internationalen Verbandes für die militärischen Sanitätsdienste der Nationen. Aus dieser Idee wurde am 21. Mai 1952 das Ständige Komitee der Internationalen Kongresse der Militärmedizin und -pharmazie gegründet, der im Jahr 1990 die Bezeichnung International Committee of Military Medicine erhielt. Einige Jahre später war er im Dienstgrad Brigadegeneral Surgeon General der US-amerikanischen Boys' Brigade und im Anschluss Assistant Surgeon des U.S. Navy Reserve Corps.
Seaman Bainbright war Mitglied der Delta Epsilon-Bruderschaft, der American Medical Association und mehrerer New Yorker Ärztegesellschaften.